# Groitzsch
Groitzsch é um município da Alemanha, situado no distrito de Leipzig, no estado da Saxônia. Tem 70,06 km² de área, e sua população em 2019 foi estimada em 7.586 habitantes.